# Principium identitatis indiscernibilium
Principium identitatis indiscernibilium (lateinisch, häufig abgekürzt als pii) bezeichnet den „Satz der Identität des Ununterscheidbaren“.
Dieser Satz zur logischen Identität sagt aus, dass zwei reale Objekte, wenn sie nicht ein und dasselbe sind, sich in mindestens einer beobachtbaren Eigenschaft (Qualität) voneinander unterscheiden müssen. Es gibt damit keine zwei qualitativ absolut identischen, aber real verschiedenen Dinge in der realen Wirklichkeit. Für eine genauere Darstellung siehe Identität (Logik).
Schon Cicero berichtete, dass dieses Prinzip den Stoikern bekannt gewesen ist. Auch Seneca vertrat es. Ebenso ist dieses Prinzip bei Athanasius zu finden. Im Mittelalter haben davon Nikolaus von Kues, in der Renaissance Giordano Bruno, Giovanni Pico della Mirandola und Nicolas Malebranche Kenntnis. Bei Leibniz findet man die Aussage, dass es niemals vollkommen gleiche Dinge geben würde, sonst könnte man keine Individuen unterscheiden. Die Monaden sind bei ihm alle qualitativ in ihrem Inneren unterschiedlich. Es gibt keine Substanzen, die einander vollkommen gleichen. Auch Christian Wolff erörtert dieses Prinzip.
Bei Immanuel Kant gibt es die Einschränkung bezüglich metaphysischer Folgerungen, die aus dem Prinzip abgeleitet werden könnten. Nach seiner Auffassung spielt die örtliche Beziehung eine Hauptrolle. Wenn mehrere Dinge auch noch so als Inneres übereinstimmen, so sind sie doch nicht identisch, wenn sie an verschiedenen Orten aufzufinden sind. In der Kritik der reinen Vernunft führt er dazu aus:
„Der Satz des Nichtzuunterscheidenden gründete sich eigentlich auf die Voraussetzung: daß, wenn in dem Begriffe von einem Dinge überhaupt eine gewisse Unterscheidung nicht angetroffen wird, so sei sie auch nicht in den Dingen selbst anzutreffen; folglich seien alle Dinge völlig einerlei (numero eadem), die sich nicht schon ihrem Begriffe (der Qualität oder Quantität nach) voneinander unterscheiden.“ (A 281/B 337) – Das würde aber nur dann zutreffen, wenn die „Dinge“ nicht bloße Erscheinungen wären.
„Inneres“ und „Äußeres“ gelten bei ihm nur als „Reflexionsbegriffe“. Auch ohne die Monadologie von Leibniz wären die Vielheit und numerische Verschiedenheit – „schon durch den Raum selbst, als die Bedingung der äußeren Erscheinung, angegeben. Denn ein Teil des Raums, ob er zwar einem anderen völlig ähnlich und gleich sein mag, ist doch außer ihm, und eben dadurch ein vom ersteren verschiedener Teil.“ (Kritik der reinen Vernunft A 264/B 320) ... „Die Verschiedenheit der Örter macht die Vielheit und Unterscheidung der Gegenstände, als Erscheinungen, ohne weitere Bedingungen, schon für sich nicht allein möglich, sondern auch notwendig“ (A 272/B 328).
Der Geltungsbereich des Satzes pii wird seit den 1950er Jahren in Zweifel gezogen, weil 1927 in der Atomphysik entdeckt wurde, dass man die Elektronen eines Atoms als absolut ununterscheidbar ansehen muss, es gleichwohl aber mehr als eins davon gibt. Zum physikalischen Gehalt dieser Entdeckung siehe Ununterscheidbare Teilchen.
Viele Wissenschaftstheoretiker (wie u. a. Erwin Schrödinger, Henry Margenau, Steven French, Peter Mittelstaedt) halten pii durch diese Entdeckung für widerlegt. Andere (wie u. a. Bas van Fraassen, Frederik Archibald Muller) halten pii, mit Präzisierungen, für gültig, jedenfalls soweit es die Quantenmechanik betrifft, die nur Zustände mit feststehender Teilchenzahl kennt. Für den Bereich der Quantenfeldtheorie, in der die Teilchenzahl variieren kann, weil alle Arten Teilchen als quantenhafte Anregungen eines entsprechenden Feldes betrachtet werden (wie z. B. das Photon als Quant des elektromagnetischen Feldes), steht die genauere Analyse noch aus; die Diskussion dauert an.